# Macgregoromyia brevicula
Macgregoromyia brevicula är en tvåvingeart som beskrevs av Alexander 1933. Macgregoromyia brevicula ingår i släktet Macgregoromyia och familjen storharkrankar. Inga underarter finns listade i Catalogue of Life.